# Mick Avory
Mick Avory, né le 15 février 1944 à East Molesey (Surrey), est un batteur anglais, principalement connu comme membre des Kinks de 1964 à 1984. Il a également été brièvement un des membres initiaux des Rolling Stones. 
Mick Avory ne commence vraiment à jouer pour les Kinks qu'en 1965, le producteur Shel Talmy préférant jusqu'alors faire appel à des musiciens de studio plus chevronnés (ainsi, ce n'est pas lui qui tient la batterie sur You Really Got Me, le premier gros succès du groupe). Il se lie d'amitié avec Ray Davies, mais entretient des relations conflictuelles avec son frère cadet Dave, qui le pousse à quitter le groupe dans les années 1980. Il est remplacé par Bob Henrit, ex-membre d'Argent.
Avory et Davies se sont depuis réconciliés. Le batteur a joué avec plusieurs groupes réunissant d'anciennes gloires des Sixties, comme The Kast Off Kinks, The Class of 64 ou The Legends of the Sixties.